# 摩天楼を夢みて
『摩天楼を夢みて』（まてんろうをゆめみて、原題：Glengarry Glen Ross）は、1992年に公開されたアメリカの映画作品。イリノイ州シカゴのとある不動産会社で、成績の悪い奴はクビ、と発表されたことで浮き彫りになるセールスマンたちのシリアスで苦い人間ドラマである。原作はデヴィッド・マメットのピューリッツァー賞文学賞を受賞した名作戯曲『グレンギャリー・グレンロス』。
アル・パチーノは本作でリッキー・ローマを演じたが、2012年ブロードウェイにて舞台化された際には、シェリー・レーヴィン役を演じ話題となった。

## あらすじ
ニューヨークの不動産会社ミッチ&マレー社は実績主義で、契約数の多い成績優秀者には優良願客情報が優先的に回され、成績不振者には、残り物の禄でもない情報しか与えられない。所属する老セールスマンのシェリー・レーヴィンは、かつてはスゴ腕と呼ばれたほど成績優秀だったものの今では成績不振に陥り、私生活でも入院中の娘をかかえ苦しいばかりの毎日だった。対して同僚のリッキー・ローマは成績トップのセールスマン。
ある日の会議のこと、本社からやって来た幹部ブレイクは、成績の悪い3人のレーヴィン、モス、アーロナウに対し、今月の成績がトップと2位を取れた者の他はクビにすると勧告。入院中の娘のためにも何とかクビという事態は避けたいレーヴィンは支店長のウィリアムソンに、リベートを渡すから優良顧客情報を教えて欲しいと頼むが、冷たくあしらわれて断られる。ローマは商談をまとめてくるが、モスとアーナロウのセールスは今日も結果が出ず、進退窮まった2人は捨て鉢な計画を相談する。
翌朝、オフィスで盗難があったとして、4人のセールスマンたちは警察に取り調べられる。オフィスが不穏な雰囲気に包まれる中、レーヴィンは運良く契約が取れて上機嫌で手柄を話すのだが、そこには落とし穴がありレーヴィンは、まんまと嵌ってしまっていた。
引導を渡される身になったレーヴィンに、事情を知らぬローマは、彼に対する崇敬の念を話して聞かせるのだった。

## キャスト
※括弧内は日本語吹き替え
- リッキー・ローマ - アル・パチーノ[3]（野沢那智）
- シェリー・レーヴィン - ジャック・レモン（内田稔）
- ブレイク - アレック・ボールドウィン（大滝進矢）
- デイヴ・モス - エド・ハリス（堀勝之祐）
- ジョージ・アーロナウ - アラン・アーキン（阪脩）
- ジョン・ウィリアムソン - ケヴィン・スペイシー（野島昭生）
- ジェームズ・リンク - ジョナサン・プライス（桑原たけし）
- ラリー・スパネル - ブルース・アルトマン（荒川太朗）
- 刑事 - ジュード・チコレッラ（有本欽隆）
  - 日本語吹き替えは過去に発売されていたVHS（東宝東和／ポニーキャニオン版）にのみ収録。現在発売されているDVDには収録されていない。

## スタッフ
- 監督：ジェームズ・フォーリー
- 脚本：デヴィッド・マメット
- 音楽：ジェームズ・ニュートン・ハワード